# Festuca washingtonica
Festuca washingtonica är en gräsart som beskrevs av Evgenii Borisovich Alexeev. Festuca washingtonica ingår i släktet svinglar, och familjen gräs.
Artens utbredningsområde är Washington. Inga underarter finns listade i Catalogue of Life.